# Radula pandei
Radula pandei là một loài rêu trong họ Radulaceae. Loài này được Udar & Kumar, Dhirendra mô tả khoa học đầu tiên năm 1983.